# Die Frau Meisterin
Personnages
- Léontine
- Columba
- Le baron Lamberg
- Velt

Airs
- Nur Nobel
- Der Wein geht ins Blut
- Ich trau mich nicht

Die Frau Meisterin (en français, La Femme maîtresse)  est une opérette en trois actes de Franz von Suppé d'après un livret de Karl Costa, donnée pour la première fois le 20 janvier 1868 au Carltheater, à Vienne.

## Synopsis
Grâce à un magicien, Léontine, la femme acariâtre du baron Lamberg, se libère de son caractère colérique et le tailleur Veit devient 
un bon mari auprès de sa femme, la douce Columba. Mais peu à peu Léontine prend le physique de Columba et inversement.

## Histoire
Il s'agit de la première opérette sur une longue durée de Franz von Suppé. Il reviendra à une telle pièce que huit ans plus tard avec Fatinitza.
Le librettiste Costa s'inspire d'un opéra-ballet de Christoph Willibald Gluck.
Lors de la première, la comédienne Josefine Gallmeyer tient les deux rôles féminins principaux.

## Musique
Aujourd'hui, on connaît de cette opérette principalement son ouverture. Les critiques de l'époque sont ambivalents. On apprécie la maîtrise du genre de Suppé. On met en avant les parties pleines d'humour comme une querelle, une chanson d'amour, une ballade dans la tradition du cantastorie...
L'opérette sera un échec qui incitera Johann Strauss II à prendre une certaine distance avec ce genre.
Suppé considère cette œuvre comme la plus faible. Peu de temps avant sa mort, il en fait une réécriture sous le titre Die Pariserin (La Parisienne).